# Stephen Lim
Tian San "Stephen" Lim (nascido em 18 de outubro de 1942) é um ex-ciclista malaio.
Representou seu país, Malásia, nos Jogos Olímpicos de Verão de 1964 na prova de estrada individual, não obtendo sucesso.